# Lycosuchus vanderrieti
Lycosuchus vanderrieti è un terapside estinto, appartenente ai terocefali. Visse nel Permiano medio (circa 265 - 260 milioni di anni fa) e i suoi resti fossili sono stati ritrovati in Sudafrica.

## Descrizione
Il cranio di questo animale, dalla struttura robusta, poteva superare i 20 centimetri di lunghezza, e si suppone che la lunghezza dell'intero animale adulto potesse raggiungere il metro e ottanta. Lycosuchus (il cui nome significa "coccodrillo lupo") possedeva un cranio piatto, un muso largo e abbastanza corto, orbite piccole e fosse post-temporali ampie e che si aprivano in alto e lateralmente. Lycosuchus, come altri terocefali arcaici, era dotato di lunghi denti caniniformi superiori simili a zanne; erano stranamente presenti due denti caniniformi per ogni ramo mascellare, e sembra che fossero entrambi funzionali. Alcuni studiosi, tuttavia, ritengono che questi "doppi canini" fossero il risultato di sostituzione dentaria. Erano presenti cinque denti incisiviformi lunghi e appuntiti e solo due denti postcanini. 

## Classificazione
Lycosuchus vanderrieti venne descritto per la prima volta nel 1903 da Robert Broom, sulla base di un cranio rinvenuto nella "zona a Tapinocephalus" (Permiano medio) in Sudafrica, in una zona nota come Groot Vlakte. 

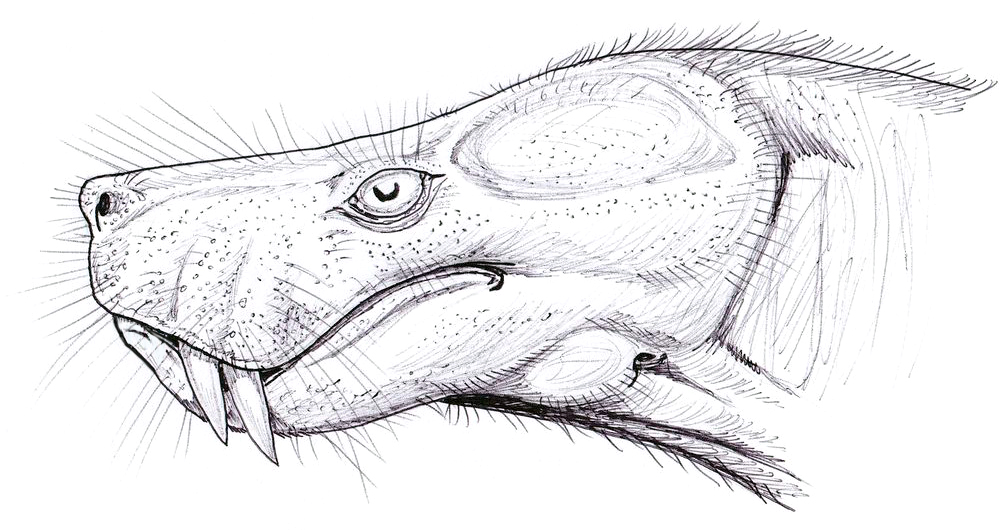
Ricostruzione della testa di Lycosuchus vanderrieti

Lycosuchus è un rappresentante dei terocefali, un gruppo di terapsidi specializzati, tipici del Permiano e del Triassico; in particolare, sembra che Lycosuchus fosse una delle forme più basali del gruppo, ancestrale ad altre forme carnivore di grandi dimensioni come Trochosaurus e Hyaenasuchus.

## Paleoecologia
I caratteristici denti superiori allungati e aguzzi indicano che questo animale era un carnivoro, ed è probabile che si nutrisse di altri terapsidi tipici del periodo. 